# 珀森縣 (北卡羅萊納州)
珀森县（英語：Person County）是美國北卡羅萊納州北部的一個縣，北界維吉尼亞州。面積1,046平方公里。根据美國2000年人口普查，共有人口35,623人。縣治羅克斯伯勒（Roxboro）。
成立於1791年12月5日。縣名紀念州議員湯瑪斯·珀森（Thomas Person）。